# 贝莱德文区
貝萊德文區是索馬利亞的一個區，位於該國中部的希蘭州，首府為貝萊德文。

## 外部鏈結
- 貝萊德文區行政區域圖 （页面存档备份，存于）